# Keltiberere
Keltibererne var en gruppe af keltere og keltiserede folk, der beboede et område i den centrale-nordøstlige del af Den Iberiske Halvø i de sidste århundreder f.Kr. De blev eksplicit nævnt som keltere af flere klassiske forfattere (f.eks. Strabon). Disse stammer talte keltiberisk og skrev det ved at tilpasse det iberiske alfabet i form af det keltiberiske skriftsprog. De talrige inskriptioner, der er blevet opdaget, hvoraf nogle er omfattende, har gjort det muligt for forskere at klassificere det keltiberiske sprog som et keltisk sprog – et af de hispano-keltiske (også kendt som iberiske keltiske) sprog, der blev talt i det før-romerske og tidligt romerske Iberien. Arkæologisk forbinder mange elementer keltibererne med keltere i Centraleuropa, men det viser også store forskelle i forhold til både Hallstattkulturen og La Tène-kulturen.
Der er ingen fuldstændig enighed blandt klassiske forfattere eller moderne forskere om den præcise definition af keltiberere. Ebro-floden deler tydeligt de keltiberiske områder fra ikke-indoeuropæisk talende folk. I andre retninger er afgrænsningen mindre klar. De fleste forskere inkluderer arevacerne, pellendonere, bellere, tittere og lusonere som keltiberiske stammer, og lejlighedsvis også beronerne, vaccaei, carpetanere, olcadere eller lobetanere.
I 195 f.Kr. blev en del af Keltiberien erobret af romerne, og i 72 f.Kr. var hele regionen blevet en del af den romerske provins Hispania Citerior. De underkuede keltiberere førte en langvarig kamp mod de romerske erobrere og iværksatte opstande i 195–193 f.Kr., 181–179 f.Kr., 153–151 f.Kr. og 143–133 f.Kr. I 105 f.Kr. drev keltiberiske krigere de germanske cimbrere ud af Spanien under Cimbrerkrigen (113–101 f.Kr.) og spillede også en vigtig rolle i Sertoriuskrigene (80–72 f.Kr.).

## Etymologi
Betegnelsen keltiberere optræder i beretninger af Diodorus Siculus, Appian og Martial, som anerkendte ægteskaber mellem keltere og iberere efter en periode med kontinuerlig krig, selvom den moderne arkæolog Barry Cunliffe siger, at "dette lyder som gætværk." Strabon så blot keltibererne som en gren af kelterne. Plinius den Ældre mente, at kelternes oprindelige hjemsted i Iberien var keltikernes område i sydvest på grund af en identitet i hellige ritualer, sprog og bynavne.